# Endosamara
Endosamara là một chi thực vật có hoa thuộc họ Fabaceae. Nó thuộc phân họ Faboideae.

## Từ nguyên
Tên chi kết hợp endo- (endocarp, vỏ quả trong) và samara (các hạt có cánh tựa như quả cánh) đáng chú ý của chi/loài này.

## Các loài
- Endosamara racemosa (Roxb.) R.Geesink, 1984